# El Real de Gandia (kommunhuvudort)
El Real de Gandia är en kommunhuvudort i Spanien.   Den ligger i provinsen Província de València och regionen Valencia, i den östra delen av landet, 300 km sydost om huvudstaden Madrid. El Real de Gandia ligger 44 meter över havet och antalet invånare är 1 892.
Närmaste större samhälle är Gandia, 2,2 km norr om El Real de Gandia. 